# 大谷瑠美
大谷 瑠美（旧姓:八木沢）は、元札幌テレビ放送アナウンス課チーフアナウンサー。

## 経歴
- フリー転身後は日経ラジオ社や東京アナウンスアカデミーでの指導、政財界や企業幹部向けの個人レッスンなども担当[1]。

## フリー転身後の担当番組
- 奥さまクッキング（フジテレビ）
- そこが知りたい（TBSテレビ）

## 同期アナ
- 青木亮、小林裕幸[注釈 1]、長南敏雄、水野政廣、木村信子、清水祐子

## 関連人物
- 今井瑶子（大谷に師事、現在は実業家・各種講師）